# Château Lake Louise
O Château Lake Louise é um hotel situado na costa oriental do Lago Louise, próximo a Banff na província de Alberta no Canadá. O hotel original foi gradualmente desenvolvido na virada do século XX através da Canadian Pacific Railway, e por isso se pode dizer que ele tem "parentesco" dos seus antecessores, o Hotel Banff Springs e o Château Frontenac em Quebec. O Château foi aberto em 1911.
As áreas naturais ao redor do hotel foram incorporadas no Parque Nacional de Banff, que foi declarado Patrimônio da Humanidade pela UNESCO.
Originalmente construído para funcionar apenas no verão, o hotel funcionou no inverno em 1982 e agora oferece estação de esqui durante os meses de inverno. Além do esqui habitual, patinação no gelo e snowboard, existem passeios de trenó, concursos de escultura de gelo e passeios de raquetes de neve.
Atualmente, o hotel Château Lake Louise é propriedade da Oxford Properties, o braço imobiliário da OMERS e operado pela Fairmont Hotels and Resorts de Toronto.

Atualmente, o Château Lake Louise possui seis opções de jantar dentro do hotel. Isso inclui os restaurantes Fairview, Lakeview Lounge, The Wallister Stube, o Château Deli, Poppy Brasserie, a cozinha sazonal, e a cozinha italiana (geralmente aberta durante o verão).

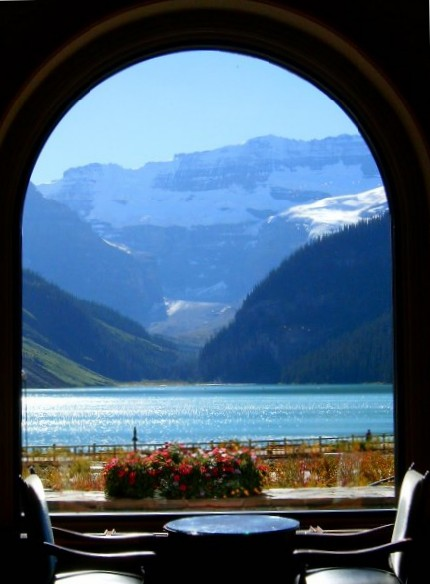
Vista do interior do Château
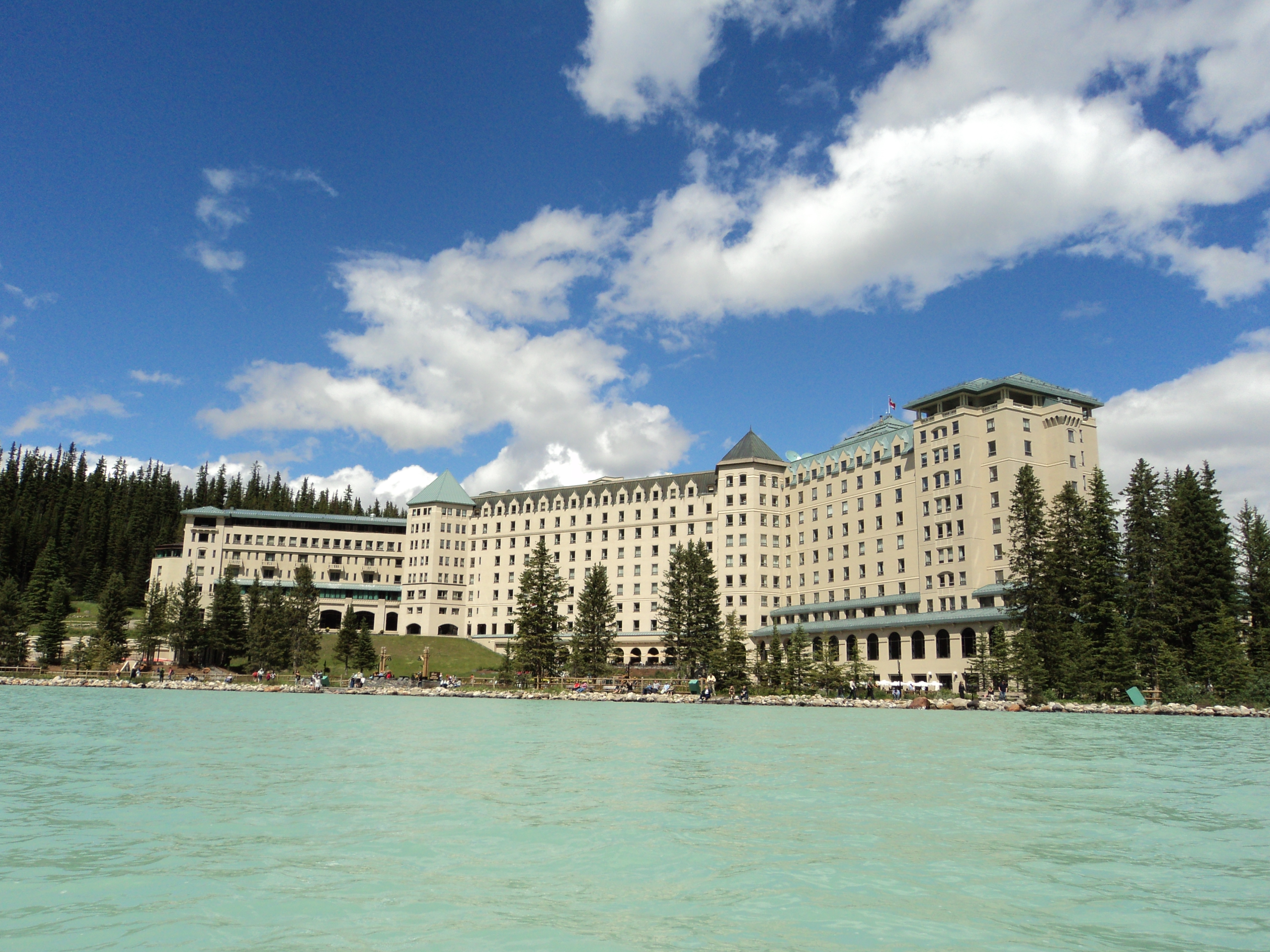
Vista frontal do Château
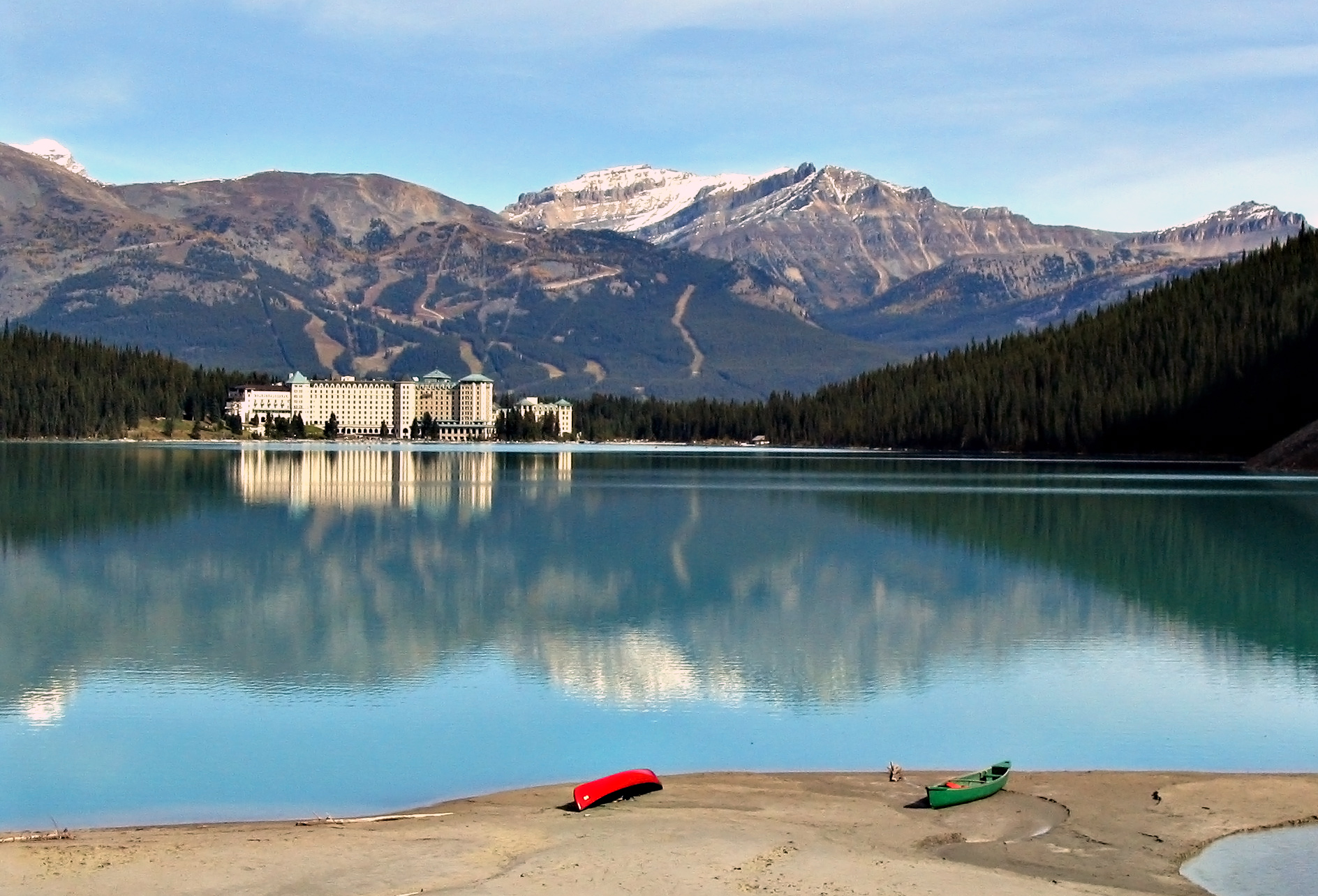
Vista do Château a partir do lago.